# You're Next
You're Next is een Amerikaanse thriller-horrorfilm uit 2011 onder regie van Adam Wingard. De productie won zowel de prijs voor beste film, beste script, beste regisseur als beste horroractrice (Sharni Vinson) op het Austin Fantastic Fest 2011. You're Next is een horrorfilm met een knipoog. Dit uit zich niet in expliciete grappen, maar in situationele zwarte humor.

## Inhoud

### Proloog
Een man en een vrouw vrijen met elkaar in hun vakantiehuis. Na afloop gaat hij het bed uit om te douchen. De vrouw denkt onderwijl iets te horen buiten en gaat kijken wat het is. Als de man uit de douche komt, ziet hij dat er met bloed 'You're Next' op het raam staat geschreven. Van dichterbij ziet hij zijn dode vrouw buiten liggen in een plas bloed. Direct daarna valt een man met een schapenmasker hem aan met een machete.

### Verhaal
De welgestelde Paul en Aubrey vieren hun 35ste trouwdag in hun vakantiehuis, dat ze daarvoor gereed maken. In de loop van de dag komen hun vier kinderen aan; zoon Crispian met zijn partner Erin, zoon Drake met zijn partner Kelly, zoon Felix met zijn partner Zee en dochter Aimee met haar partner Tariq. Tussen Crispian en Drake is er vanaf het eerste moment wrijving vanwege Drakes denigrerende opmerkingen richting zijn jongere broer.
's Avonds aan het diner gaan Crispian en Drake elkaar voor de zoveelste keer verbaal te lijf. De rest van de familie probeert de twee te kalmeren. Tariq denkt onderwijl buiten iets te zien en gaat voor het raam kijken. Wanneer hij terug naar de tafel strompelt, ligt er gebroken glas op de vloer en heeft Tariq een pijl in zijn voorhoofd. Hij valt dood neer. Direct daarna vliegt er een tweede pijl de kamer binnen, die Drake in zijn schouderblad raakt. Buiten staan er twee mannen in een schapen- en een tijgermasker die de familie belagen. Erin neemt direct de leiding. Ze begint de hele familie te organiseren, bewapenen en coachen. De anderen zijn enigszins verbaasd over haar paraatheid, maar laten het over zich heen komen.
Aimee wil door de tuin sprinten om hulp te halen. De aanvallers hebben niettemin een vislijn op nekhoogte gespannen voor de voordeur. Aimee loopt hier in volle snelheid tegenaan, snijdt zichzelf daardoor de keel door en sterft aan de gevolgen daarvan. Aubrey is inmiddels volledig over haar toeren en gaat boven in bed liggen. Daar blijkt dat er een derde aanvaller in een vossenmasker al in huis was, verstopt onder het bed. Hij komt tevoorschijn en hakt op Aubrey in met een machete. Kelly ziet 'Vos', rent naar buiten en bereikt het huis van de buren. Die reageren alleen totaal niet op haar gegil. Pas wanneer ze door de glazen pui naar binnen valt, ziet ze dat de mensen vermoord zijn. 'Schaap' slaat vervolgens ook haar dood met een bijl.
'Tijger' valt het huis binnen en vliegt Erin aan, maar die verdedigt zich met een keukenmes. Daarmee steekt ze haar aanvaller keer op keer op keer in zijn hoofd, tot hij niet meer beweegt. Crispian stelt voor om hulp te gaan halen en rent het huis uit.
Paul vindt boven het dode lichaam van Aubrey. Terwijl verdriet hem overmeestert, komen Felix en Zee achter hem aan. 'Vos' besluipt Paul daarop van achteren en snijdt zijn keel door. Felix en Zee kijken toe en geven geen kik. Na de dood van Paul gaat Felix rustig in gesprek met 'Vos'. Hij blijkt de mannen zelf te hebben ingehuurd voor de massale moordpartij op zijn familie. Hij wil zo als enige erfgenaam overblijven om de miljoenen van zijn ouders op te strijken. Zijn partner Zee weet ervan en gaat enthousiast mee in het plan.
Erin zet overal in het huis boobytraps. Terwijl ze samen met Zee planken met spijkers erdoor neerlegt bij de ramen, vraagt die aan Erin hoe ze aan haar vaardigheden komt. Erin vertelt dat haar ouders extreme preppers zijn. Ze groeide op in een kamp waar ze haar voortdurend overlevingstechnieken en -tactieken aanleerden. Drake vindt ondertussen het lichaam van zijn dode vader boven. Felix komt zijn broer tegemoet en praat met hem. Daarna valt hij Drake onverwachts aan en steekt hij die net zo lang met schroevendraaiers tot hij dood neervalt.
'Vos' valt Erin aan, maar zij springt door het raam en ontkomt. Hierbij krijgt ze een glasscherf in haar bovenbeen. Ze verstopt zichzelf achter een gordijn om de wond rustig te verbinden. Vanuit haar schuilplek hoort ze Felix en Zee overleggen met 'Vos' en 'Schaap'. Hierdoor wordt haar duidelijk hoe de vork in de steel zit. Wanneer het viertal haar aanwezigheid opmerkt, vlucht ze weg. 'Schaap' vermoedt dat ze door een raamkozijn is geklommen en wil haar achterna. Erin vermoordt hem ter plekke door een schroevendraaier in zijn oog te steken. Tijdens het voorbereiden van een volgende boobytrap, ziet 'Vos' Erin bezig. Ze rent daarop de donkere keldertrap af. Hij gaat achter haar aan, maar raakt gedesoriënteerd door het flitsen van een fototoestel dat ze daar opstelde. Hierdoor kan ze achter hem komen en hem de hersenen inslaan met een blok hout.
Erin gaat naar de keuken, waar Felix en Zee haar aanvallen. Ze steekt een mes in Zee's been en ramt een blender ondersteboven op het hoofd van Felix. Door de stekker daarvan in het stopcontact te steken, maakt ze een einde aan diens leven. Daarna draait ze om en steekt ze een keukenmes in Zee's hoofd. Dan gaat Felix' telefoon. Erin neemt op, zonder iets te zeggen. Het is Crispian, die denkt dat hij met Felix praat. Zijn woorden maken duidelijk dat Crispian helemaal geen hulp was halen, maar ook betrokken is in het moordcomplot. Erin treft Crispian even later aan in huis, waar ze hem duidelijk maakt dat ze alles weet. Hij beweert dat het nooit de bedoeling was dat haar iets zou overkomen; dat zij juist als onafhankelijke getuige over moest blijven. Erin hoort het aan en steek Crispian daarna in zijn nek en oog.
Net wanneer Erin Crispian steekt, kijkt een politieagent door het raam naar binnen. Hij denkt hierdoor dat Erin de boosdoener is en schiet haar in haar schouder. Hij vraagt het politiebureau versterkingen te sturen en komt vervolgens door de voordeur naar binnen. Erin is te laat om hem daarvan te weerhouden. Hierdoor loopt de agent een van haar boobytraps in en vliegt er een bijl recht in zijn gezicht.

## Rolverdeling
- Sharni Vinson - Erin
- AJ Bowen - Crispian
- Rob Moran - Paul
- Barbara Crampton - Aubrey
- Joe Swanberg - Drake
- Margaret Laney - Kelly
- Nicholas Tucci - Felix
- Wendy Glenn - Zee
- Amy Seimetz - Aimee
- Ti West - Tariq
- L.C. Holt - Schapenmasker
- Simon Barrett - Tijgermasker
- Lane Hughes - Vossenmasker

## Trivia
- De man in het tijgermasker (Simon Barrett) is de schrijver van You're Next.
- 'Acteurs' Joe Swanberg (Drake) en Ti West (Tariq) zijn net als Adam Wingard hoofdzakelijk regisseur. In die hoedanigheid werkten de drie in 2012 opnieuw samen door ieder een segment van de 'found footage'-horrorfilm V/H/S te regisseren.